# Arseniato di piombo
L'arseniato di piombo è un composto dell'arsenico e del piombo, molto utilizzato come pesticida in agricoltura e selvicoltura durante la prima metà del XX secolo. Attualmente il suo utilizzo è vietato nella maggior parte degli Stati in quanto è stato riconosciuto come cancerogeno.

## Utilizzi
Nei primi anni del XX secolo, quando gli studi sulla tossicità dei composti chimici non erano diffusi, l'arseniato di piombo veniva utilizzato per trattare i vigneti, i frutteti e altre piantagioni di interesse economico. È stato utilizzato anche per contrastare la dorifora, un coleottero di origine nordamericana che provoca danni alle coltivazioni di patate, prima che venissero messi a punto degli insetticidi organoclorurati opportuni.
Negli Stati Uniti è stato utilizzato come regolatore della crescita dagli agrumi e quindi si può supporre che questo composto possa essere un modulatore endocrino per alcune specie.